# Prva hrvatska košarkaška liga 2002-2003
La Prva hrvatska košarkaška liga 2002-2003 è stata la 12ª edizione del massimo campionato croato di pallacanestro maschile. La vittoria finale è stata appannaggio di Spalato.

## Risultati

### Stagione regolare

#### Prima fase
|     | Squadra          | G  | V  | P  | PF   | PS   | Pt. | Qualificazione      |
| --- | ---------------- | -- | -- | -- | ---- | ---- | --- | ------------------- |
| 1.  | Istra Pola       | 18 | 15 | 3  | 1465 | 1334 | 33  | alla seconda fase   |
| 2.  | Hiron Botinec    | 18 | 13 | 5  | 1611 | 1399 | 31  | alla seconda fase   |
| 3.  | Hermes Analitica | 18 | 12 | 6  | 1535 | 1452 | 30  | alla seconda fase   |
| 4.  | Brod             | 18 | 10 | 8  | 1504 | 1452 | 28  | alla seconda fase   |
| 5.  | Kvarner Rijeka   | 18 | 10 | 8  | 1561 | 1484 | 28  | poule retrocessione |
| 6.  | Dubrava          | 18 | 10 | 8  | 1406 | 1397 | 28  | poule retrocessione |
| 7.  | Zrinjevac        | 18 | 7  | 11 | 1559 | 1597 | 25  | poule retrocessione |
| 8.  | Šibenik          | 18 | 7  | 11 | 1501 | 1558 | 25  | poule retrocessione |
| 9.  | Osijek           | 18 | 3  | 15 | 1406 | 1620 | 21  | poule retrocessione |
| 10. | Šanac Karlovac   | 18 | 3  | 11 | 1431 | 1686 | 21  | poule retrocessione |

#### Seconda fase
|    | Squadra          | G  | V  | P  | PF   | PS   | Pt. | Qualificazione |
| -- | ---------------- | -- | -- | -- | ---- | ---- | --- | -------------- |
| 1. | Spalato          | 14 | 12 | 2  | 1301 | 1014 | 26  | playoff        |
| 2. | Cibona Zagabria  | 14 | 11 | 3  | 1265 | 1150 | 25  | playoff        |
| 3. | Zara             | 14 | 11 | 3  | 1257 | 1051 | 25  | playoff        |
| 4. | KK Zagabria      | 14 | 9  | 5  | 1174 | 1058 | 23  | playoff        |
| 5. | Hiron Botinec    | 14 | 4  | 10 | 1132 | 1217 | 18  |                |
| 6. | Hermes Analitica | 14 | 4  | 10 | 1115 | 1290 | 18  |                |
| 7. | Brod             | 14 | 3  | 11 | 1106 | 1370 | 17  |                |
| 8. | Istra Pola       | 14 | 2  | 12 | 982  | 1182 | 16  |                |

#### Poule retrocessione
|     | Squadra        | G  | V  | P  | PF | PS | Pt. | Qualificazione |
| --- | -------------- | -- | -- | -- | -- | -- | --- | -------------- |
| 9.  | Kvarner Rijeka | 20 | 17 | 3  |    |    | 37  |                |
| 10. | Zrinjevac      | 20 | 13 | 7  |    |    | 33  |                |
| 11. | Dubrava        | 20 | 10 | 10 |    |    | 30  |                |
| 12. | Šibenik        | 20 | 8  | 12 |    |    | 28  |                |
| 10. | Šanac Karlovac | 20 | 7  | 13 |    |    | 27  | retrocesse     |
| 11. | Osijek         | 20 | 6  | 14 |    |    | 26  | retrocesse     |

### Playoff
|  | Semifinali | Semifinali      | Semifinali |                 |    | Finale  | Finale | Finale |  |
|  |            |                 |            |                 |    |         |        |        |  |
|  | 1.         | Spalato         | 2          |                 |    |         |        |        |  |
|  | 1.         | Spalato         | 2          |                 |    |         |        |        |  |
|  | 4.         | KK Zagabria     | 0          |                 |    |         |        |        |  |
|  | 4.         | KK Zagabria     | 0          |                 | 1. | Spalato | 2      |        |  |
|  |            |                 |            |                 | 1. | Spalato | 2      |        |  |
|  |            |                 | 2.         | Cibona Zagabria | 0  |         |        |        |  |
|  | 2.         | Cibona Zagabria | 2.         | Cibona Zagabria | 0  | 2       |        |        |  |
|  | 2.         | Cibona Zagabria |            |                 |    |         |        |        |  |
|  | 3.         | Zara            | 0          |                 |    |         |        |        |  |

| Prva hrvatska košarkaška liga 2002-2003 |
| --------------------------------------- |
| Spalato 1º titolo                       |

## Formazione vincitrice
| N° | Naz.               | Ruolo | Sportivo         |  | Alt. |  |
| -- | ------------------ | ----- | ---------------- |  | ---- |  |
|    | Croazia (bandiera) | AC    | Dino Rađa        |  | 212  |  |
|    | Croazia (bandiera) | P     | Roko Ukić        |  | 193  |  |
|    | Croazia (bandiera) | AC    | Nenad Delić      |  | 210  |  |
|    | Croazia (bandiera) | AC    | Drago Pašalić    |  | 208  |  |
|    | Croazia (bandiera) | AG    | Mateo Kedžo      |  | 206  |  |
|    | Croazia (bandiera) | C     | Franko Kaštropil |  | 214  |  |
|    | Croazia (bandiera) | All.  | Petar Skansi     |  |      |  |